# Cryptotendipes tobatertius
Cryptotendipes tobatertius är en tvåvingeart som beskrevs av Akio Kikuchi och Sasa 1990. Cryptotendipes tobatertius ingår i släktet Cryptotendipes och familjen fjädermyggor. Inga underarter finns listade i Catalogue of Life.